# 경업자소송
경업자소송이란 일정한 시장에서 신규진입을 허용하는 면허에 대하여 새로운 경쟁을 부담하게 되는 기존업자가 제기하는 소송이다. 일반적으로 면허나 인허가 등의 수익적 행정처분으로 인한 경영의 불합리를 방지하는 것도 그 목적으로 하고 있는 경우, 다른 업자에 대한 면허나 허가 등의 수익적 행정처분에 대하여 미리 같은 종류의 면허나 인허가 등의 수익적 행정처분을 받아 영업을 하고 있는 기존의 업자는 경업자에 대하여 이루어진 면허나 인허가 등 행정처분의 상대방이 아니라 하더라도 당해 행정처분의 취소를 구할 원고적격이 있다

## 사례
A시와 B시 구간의 시외버스 운송사업을 하고 있는 甲은 최근 자가용 이용의 급증 등으로 시외버스 운송사업을 하는데 상당한 어려움에 처해 있다. 그런데 관할행정청 X는 甲이 운영하는 노선에 대해 인근에서 대규모 운송사업을 하고 있던 乙에게 새로이 시외버스 운송사업면허를 하였다. 甲은 경업자소송을 통해 X의 乙에 대한 시외버스 운송사업면허에 대하여 행정소송을 제기할 수 있다.

## 판례
특허기업자가 받는 이익은 법률상 이익이므로 원고적격이 인정되고, 허가 영업자가 받는 이익은 단순한 반사적 사실적 이익에 불과하다고 한다.

##### 인정례
선박운항사업면허취소소송, 자동차운수사업의 노선연장허가 취소소송, 시외버스정류장 설치허가 취소소송 등

##### 부정례
기존 업자의 신규영업자에 대한 공중목욕장영업허가 취소소송, 석탄 가공업 허가 취소소송, 도로점용허가 없이 도로부지에 무허가 건물을 건축하여 사용 중인 자가 같은 부지에 대하여 행정청이 행한 타인의 도로점용허가의 취소를 구한 소송 등.

## 참고 문헌
- 김철용, 행정법, 고시계사, 2012. ISBN 9788958223832

## 같이 보기
- 행정소송
- 경원자소송
- 이웃소송
- 개인적 공권